# 316709 POSS
316709 POSS este o planetă minoră (asteroid) din centura de asteroizi. A fost descoperită pe 6 martie 1997 la Observatorul Palomar de Andrew Lowe⁠(d) și a fost numită după National Geographic Society – Palomar Observatory Sky Survey⁠(d). 
Obiectul prezintă o orbită caracterizată de o semiaxă mare de 3,0123862378954 UAi, o excentricitate de 0,29326059999142, o înclinație de 8,8158946867514 ° în raport cu ecliptica.